# Premijer liga (volleyboll, damer)
Premijer liga är den högsta serien i volleyboll för damer i Bosnien och Hercegovina. Serien grundades 1993 och består av 10 lag. Den organiseras av det bosniska volleybollförbundet, OSBIH.

## Resultat per säsong[1]
| Säsong | Mästare                 | Tvåa                    | Trea                    |
| ------ | ----------------------- | ----------------------- | ----------------------- |
| 1994   | OK Jedinstvo Tuzla      |                         |                         |
| 1995   | OK Newis Breza          |                         |                         |
| 1996   | OK Lukavac              |                         |                         |
| 1997   | OK Lukavac              |                         |                         |
| 1998   | Imzit Dobrinja Sarajevo |                         |                         |
| 1999   | OK Lukavac              |                         |                         |
| 2000   | Imzit Dobrinja Sarajevo |                         |                         |
| 2001   | Imzit Dobrinja Sarajevo |                         |                         |
| 2002   | OK Polo Kalesija        |                         |                         |
| 2003   | OK Polo Kalesija        |                         |                         |
| 2004   | Imzit Dobrinja Sarajevo |                         |                         |
| 2005   | ?                       |                         |                         |
| 2006   | ŽOK Jelovica Tuzla      | Jedinstvo Mobis Brčko   | OK Polo Kalesija        |
| 2007   | Jedinstvo Mobis Brčko   | Imzit Dobrinja Sarajevo | OK Polo Kalesija        |
| 2008   | ŽOK Jedinstvo Brčko     | Imzit Dobrinja Sarajevo | OK Kakanj               |
| 2009   | ŽOK Jedinstvo Brčko     | OK Kakanj               | OK Kula Gradačac        |
| 2010   | ŽOK Jedinstvo Brčko     | OK Kula Gradačac        | Imzit Dobrinja Sarajevo |
| 2011   | ŽOK Jedinstvo Brčko     | OK Kula Gradačac        | ŽOK Jahorina            |
| 2012   | ŽOK Jedinstvo Brčko     | OK Kula Gradačac        | ŽOK Gacko               |
| 2013   | ŽOK Jedinstvo Brčko     | OK Kula Gradačac        | ŽOK Gacko               |
| 2014   | ŽOK Jedinstvo Brčko     | ŽOK Gacko               | OK Kula Gradačac        |
| 2015   | ŽOK Bimal-Jedinstvo     | ŽOK Gacko               | OK Kula Gradačac        |
| 2016   | ŽOK Bimal-Jedinstvo     | ŽOK Gacko               | OK Kula Gradačac        |
| 2017   | ŽOK Bimal-Jedinstvo     | ŽOK Gacko               | ŽOK Jedinstvo Brčko     |
| 2018   | ŽOK Bimal-Jedinstvo     | OK Kula Gradačac        | ŽOK Gacko               |
| 2019   | ŽOK Bimal-Jedinstvo     | UOK Banjaluka Volley    | ŽOK Gacko               |
| 2020   | Ej slutförd             | Ej slutförd             | Ej slutförd             |
| 2021   | ŽOK Bimal-Jedinstvo     | UOK Banjaluka Volley    | ŽOK Gacko               |
| 2022   | ŽOK Bimal-Jedinstvo     | ŽOK Gacko               | ŽOK Jedinstvo Brčko     |
| 2023   | ŽOK Gacko               | ŽOK Jedinstvo Brčko     | UOK Banjaluka Volley    |